# Bamberg, Staatsbibliothek, Msc.Lit.8
Die Handschrift Bamberg, Staatsbibliothek, Msc.Lit.8 (das sogenannte Gebetbuch der Kaiserin Kunigunde) ist ein hochmittelalterlicher Kodex, in dem liturgische Gesänge aufgeschrieben sind. Die Handschrift wurde im frühen 11. Jahrhundert wohl in Regensburg geschrieben und nach 1014 von Heinrich II. und Kunigunde nach Bamberg gebracht und dem dortigen Dom geschenkt. Heute wird sie als Teil der Kaiser-Heinrich-Bibliothek in der Staatsbibliothek Bamberg verwahrt.

## Beschreibung

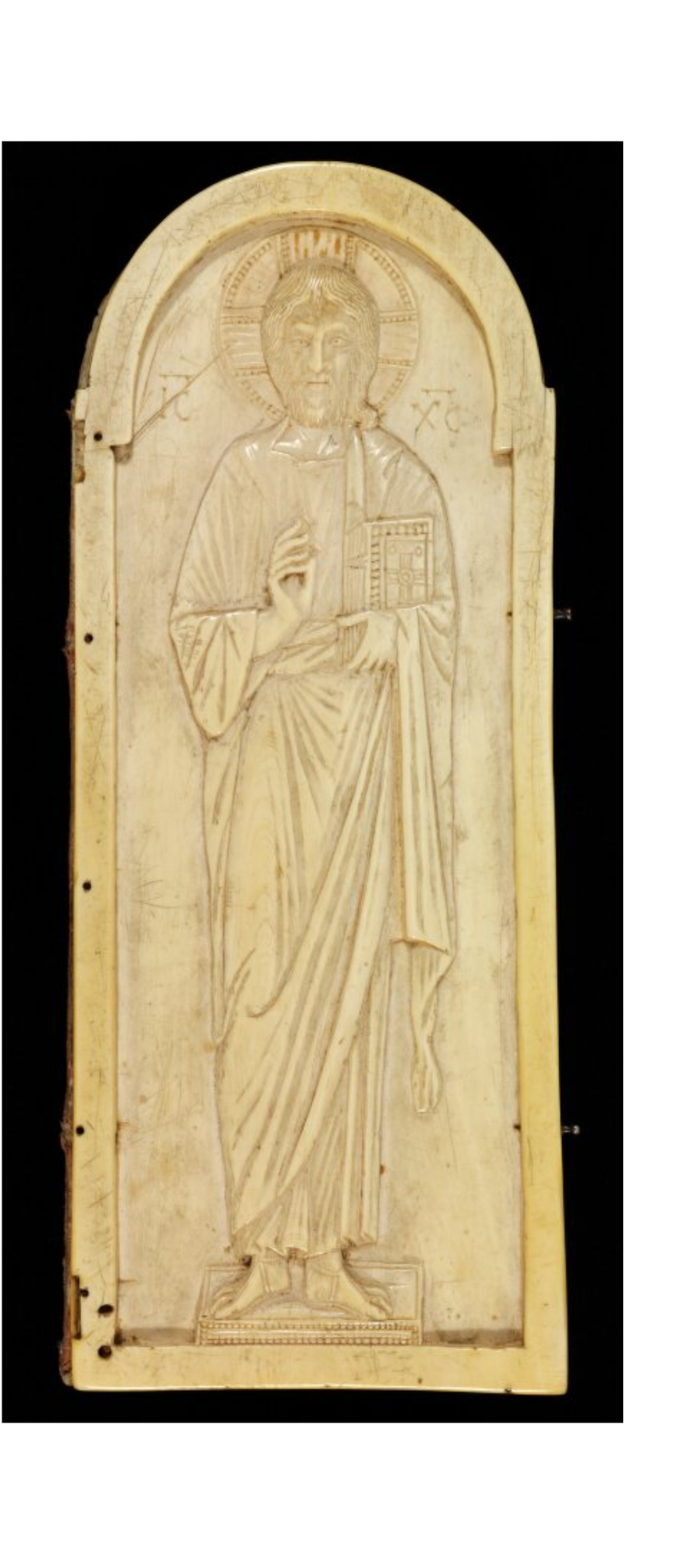
Der Einband zeigt Christus Pantokrator.

Der Kodex misst 27,5 auf 11 cm und umfasst 64 Blatt Pergament in acht Lagen, die meist mit je 18 Zeilen Text beschrieben sind. Der nur sechs Zentimeter breite Schriftspiegel ist der ungewöhnlichen Form der oben halbkreisförmig beschnittenen Blätter angepasst. Die Schrift ist eine Minuskel des frühen 11. Jahrhunderts; Hartmut Hoffmann datiert sie auf ca. 1015 bis 1030. Es gibt einige Nachträge aus dem 11. bis 13. Jahrhundert.
Der Prachteinband aus Elfenbein ähnelt sehr stark dem Einband von Msc.Lit.7; er soll in Konstantinopel in der zweiten Hälfte des 10. Jahrhunderts hergestellt worden sein. Die Tafeln dienten ursprünglich als Teil eines Diptychons.
Der Buchrücken ist mit roter Seide (Italien, 15. oder 16. Jahrhundert) bezogen.

## Inhalt
Msc.Lit.8 ist ein Cantatorium, also eine Sammlung von liturgischen Gesängen (Text und Neumen). Die enthaltenen Gesänge wurden an hohen Feiertagen im Gottesdienst gesungen; sie dienten nicht der privaten Andacht Kunigundes, wie der Titel „Gebetbuch der Kaiserin Kunigunde“ suggeriert.